# Glossosoma intermedium
Glossosoma intermedium är en nattsländeart som först beskrevs av Klapalek 1892.  Glossosoma intermedium ingår i släktet Glossosoma och familjen stenhusnattsländor. Arten är reproducerande i Sverige. Inga underarter finns listade i Catalogue of Life.